# 13250 Данієладукато
13250 Данієладукато (13250 Danieladucato) — астероїд головного поясу, відкритий 19 липня 1998 року.
Тіссеранів параметр щодо Юпітера — 3,628.